# 张百熙墓

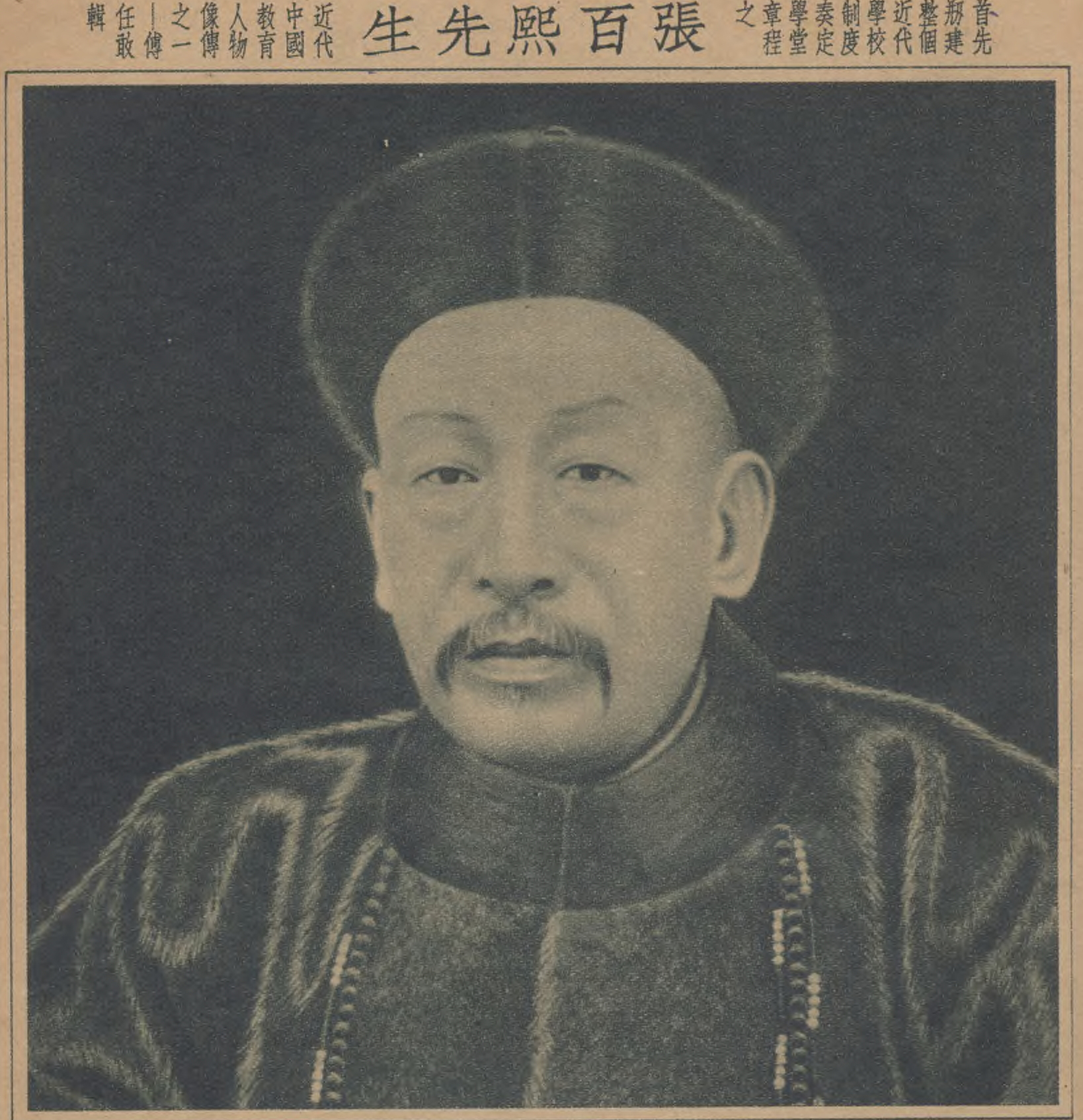
張百熙像

张百熙墓坐落在中国长沙市长沙县春华镇，是晚清尚书、“大学之父”张百熙的墓。

## 规格
现墓地面积约一百平方米，墓前有祭台，墓后立有三通碑，圆形墓冢。

## 沿革
光绪三十三年（1907年2月18日），张百熙在北京逝世，清廷按照遗愿将他归葬家乡长沙。
在1950、1960年代，张百熙墓的墓道及石像生遭到大规模破坏，至今还有部分石构件在水田边。在1980年代，张百熙墓两次被盗。
长沙市政府于2005年将其列为文物保护单位，并于2008年重修。2011年被列为湖南省文物保护单位。